# Josef Reiner
Josef Jakob Reiner (* 13. August 1863 in Steindorf am Ossiacher See, Kärnten; † 23. August 1931 in Aussig an der Elbe, Tschechoslowakei) war ein deutsch-böhmischer Maler des Historismus. Er war ein bedeutender Landschaftsmaler und Porträtmaler und wird oft als würdiger Nachfolger von Ernst Gustav Doerell angesehen.

## Leben und Wirken

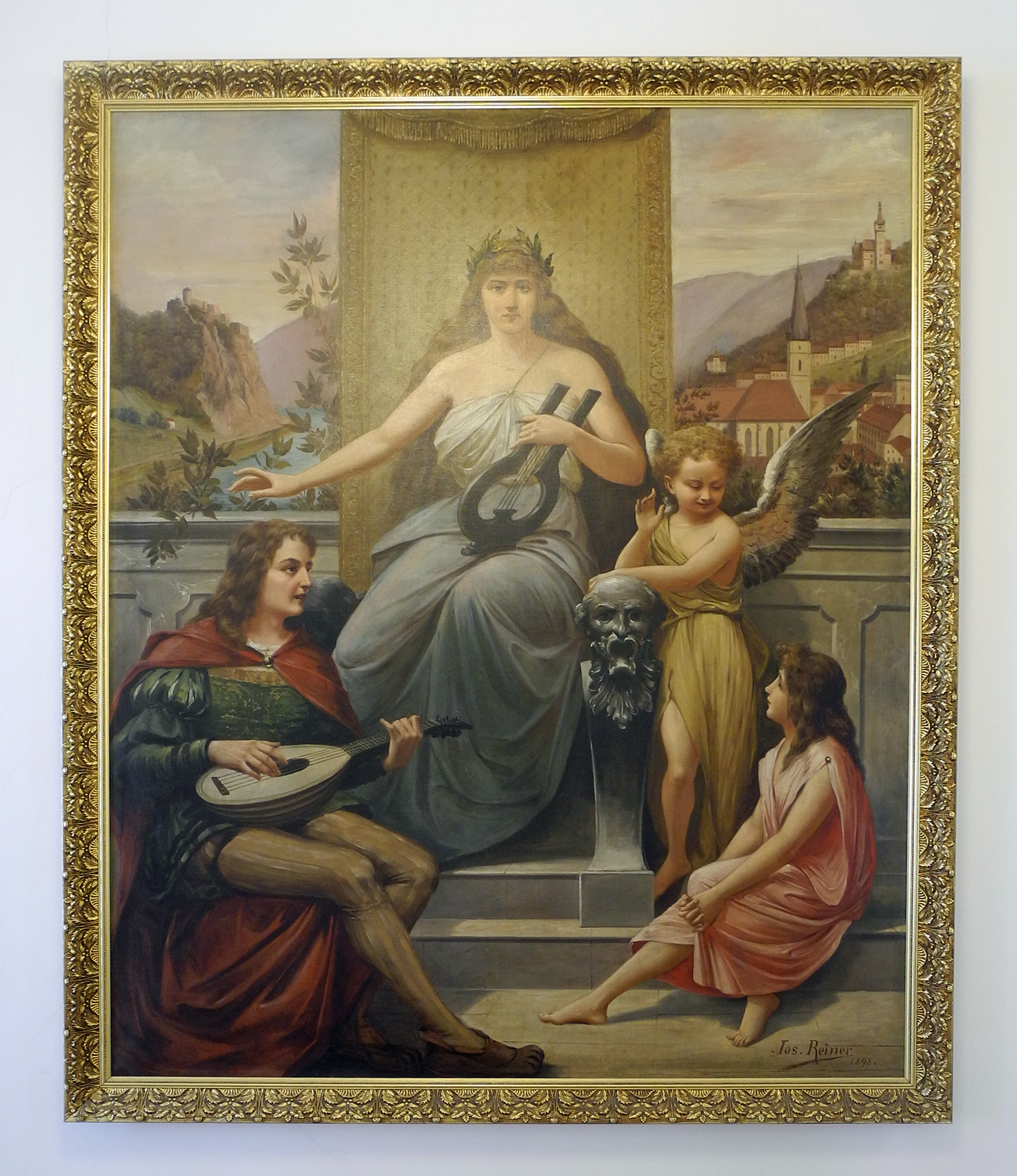
Muse Polyhymnia vor der Landschaft um Aussig im Stadtmuseum Ústí nad Labem

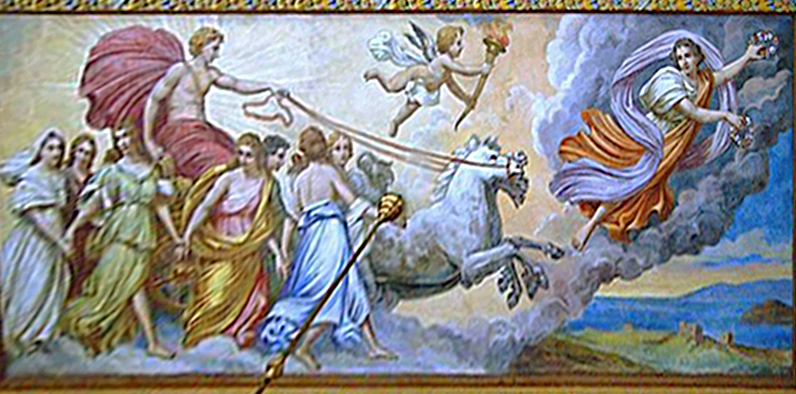
Deckenfresko in der Villa Kříž in Saaz

Josef Reiner begann zunächst als Dekorationsmaler und arbeitete als Geselle in München und Stuttgart. Danach kehrte er nach Kärnten zurück und studierte zunächst an der Gewerbeschule in Klagenfurt. Seine weitere berufliche Ausbildung erfolgte an der Wiener Akademie der bildenden Künste und bei der Firma Adolf Falkenstein – Wiener k.k. Hof-Dekorationsmaler, Vergolder und Anstreicher. 
Im Jahr 1895 zog er nach Aussig an der Elbe, wo er den größten Teil seines Lebens und Wirkens verbrachte. Zwei Jahre später heiratete er hier Antonia Patzelt. 
Reiner war in Aussig ein gefragter Maler und Designer und erhielt zahlreiche lukrative Aufträge, u. a. für die Ausgestaltung von Villen und Repräsentationsräumen der Industriebetriebe. Er war auch der erste Lehrmeister für den Aussiger Maler Fritz Gärtner (1882–1958).
Schon im Jahre 1895 war er an der Gestaltung der Innenräume in der Villa des Bergbauunternehmers Eduard Jacob Weinmann (1852–1928) in der Baumgartenstraße, heute Winstona Churchilla 1512/8a, beteiligt. Weinmann hatte ihn an den Chemiker  Max Schaffner (1830–1907), den damaligen Direktor des Österreichischen Vereins für die Chemische und Metallurgische Produktion in Aussig empfohlen. 
Für das alte Verwaltungsgebäude der Firma übernahm er die Innenausstattung und schuf für das Treppenhaus ein Triptychon, drei Freskengemälde mit der Allegorie der Industrie und des Handels. In der allegorischen Darstellung hielt Reiner zusammen mit Fritz Gärtner die Porträts aller Repräsentanten des Vereins einschließlich des Direktors Max Schaffner fest. Sein nächster Auftrag war ein Gemälde für den Ratskeller (tschechisch Radiční sklep) an der Ecke des alten Marktplatzes, heute Mírové náměstí. Hier hatte er die politischen Repräsentanten der Stadt in Renaissancekostümen mit Weinbechern festgehalten. 
Von 1904 bis 1910 wirkte Reiner in Eger, wo er u. a. Porträts von Mitgliedern der Familie Waldstein für die Sparkasse anfertigte, den Theatervorhang des Stadttheaters Eger entwarf und den Ratskeller im historistischen Stil mit Gemälden aus der Geschichte Egers und aus Goethes Faust ausgestaltete. Nach der Rückkehr nach Aussig bekam er viele Aufträge für Porträts von Aussiger Bürgern und allegorischen Gemälden für verschiedene Aussiger Vereine. 
Als Ehrenmitglied des Schreckenstein-Vereins bemalte er u. a. 24 Schießscheiben mit verschiedenen Motiven, darunter dem Tod eines Dragoners von 1813. 
Josef Reiner malte auch die Deckengemälde in der Villa Kříž in Saaz (gehört heute zum Regionalmuseum der Stadt Žatec), u. a. das Deckengemälde Der Zug der Aurora im Großen Saal der Villa nach dem Deckenfresko von Guido Reni im Palazzo Pallavicini Rospigliosi in Rom.
Seine großformatigen Landschaftsgemälde mit Darstellung der Burg Schreckenstein, die bis heute im Stadtmuseum bewahrt werden, sind von hohem dokumentarischem Wert. 
Josef Reiner war Mitglied im Metznerbund, der im Jahr 1927 eine Ausstellung in der Stadtbibliothek in Aussig organisierte, die sich dem Lebenswerk Reiners widmete. Josef Reiner starb am 23. August 1931 in Aussig.

## Werke (Auswahl)
- Allegorie der Industrie und des Handels (Triptychon) im alten Verwaltungsgebäude der Chemischen Werke in Aussig (1898)[5]
- Allegorie der Muse Polyhymnia vor Aussiger Landschaft im Stadtmuseum Aussig (1898)
- Tugend der Gerechtigkeit im Stadtmuseum Aussig
- Deckengemälde Aurora in der Villa Kříž in Saaz (1898)[6]
- Entwurf des Bühnenvorhangs im Stadttheater Eger (um 1905)[7]
- Gemälde im Ratskeller in Eger - Cheb, náměstí Krále Jiřího z Poděbrad 483/38 (um 1905)[8]
- Blick auf die Burg Schreckenstein (1911)[9]
- Der Zinkenstein bei Althummel im Bezirk Aussig an der Elbe (1928)[10]